# ムーラン・ルージュ (バンド)
ムーラン・ルージュ（英語: Moulin Rouge）は、1980年代ユーロビートを代表するスロベニア（旧ユーゴスラビア）の音楽ユニットである。初期および中期のメンバーは1980年代後半から2000年代初頭にかけて活動した。作品は1980年代のユーロダンス、イタロ・ディスコ、Hi-NRG、トランスなどの要素を組み合わせている。

## 概要・背景
″ムーランルージュ″ というバンド名はフランスのキャバレーに因んで付けられたもので、ソングライター、キーボーディスト、プロデューサーのマチャシュ・コシ（Matjaž Kosi）が、1985年にユーゴスラビア(現・スロベニア)のシンセポップ・バンド ″Videosex″ を脱退した後に結成したバンドである。当初、男性3人のメンバーから成るグループとして活躍していたが、再結成後にコシが女性ボーカリストのオーディションを開催し、アレンカ・シュミッド・チェナ（Alenka Šmid-Čena）がリードボーカルに選出され、1987年にはコシとチェナの二人がメンバーとなった。
1987年にユーゴスラビアのユーロビジョン・ソング・コンテストである国内予備選抜大会 ″Jugovizija″(ユゴヴィジヤ) に出場し、「Bye bye baby」を披露して6位に入賞。その1年後には「Johnny je moj」で参加し5位に入賞した。
ムーラン・ルージュの音楽は、ドイツ、スカンジナビア、アメリカ、イタリア、そして日本のエレクトロニック・ダンス・ミュージックファンの間で好評を博した。代表作に「High Energy Boy」(1987年) と「Boys Don't Cry」(1988年) がある。「Boys Don't Cry」は、Winkが「涙をみせないで 〜Boys Don't Cry〜」(日本語詞：及川眠子) のタイトルでカバーし、1989年3月に4枚目のシングルとして発表された。同シングルはオリコン週間シングルチャートで1位を記録し、ロングヒットとなった。5日後には、ムーラン・ルージュの日本版シングルCDもリリースされている。
1990年代以降、コシは長い間音楽シーンから遠ざかっていたが、2010年に久々の作品となるソロ・アルバムを発表した（タイトルはスタンリー・キューブリック監督の映画『2001年宇宙の旅』の続編にインスパイアされたもの）。コシ自身がすべてのボーカル・パートを書き、演奏、プロデュース、歌唱を担当した。このアルバムはスロベニア限定で発売され、その他の外国版は作られていない。
コシは他の多くのアーティストと仕事をした後、女性歌手カルメン・プラザール（Karmen Prasar）と出会う。二人の出会いはスロベニアの音楽シーンをよく知る共通の友人の紹介によるもの。2002年には、ムーラン・ルージュの1980年代のヒット曲の数々をリメイクしたセルフカバー・アルバム『The Best Of 2002』が発表された。
2004年には新曲「My Heart Is Beating Boom」を発表、アニメーション映像をベースにしたビデオクリップが作られ、YouTubeにアップロードされると、日本のアニメファンにも広く受け入れられていった。
2016年にはFacebookページに新たな写真が投稿され、コシとプラザールの二人で再結成した旨が発表された。

## ディスコグラフィー（スロベニア版）

### シングル
| 発売年 | タイトル                              | レーベル               |
| ------ | ------------------------------------- | ---------------------- |
| 1985   | SVET JE ZA GLORIO                     | ZKP RTVLJ              |
| 1987   | HIGH ENERGY BOY                       | Italian Records        |
| 1988   | BOYS DON’T CRY（12inch）              | EXPANDED MUSIC, VICTOR |
| 1989   | D.J. I WANNA BE YOUR RECORD（12inch） | EXPANDED MUSIC         |
| 1989   | BABY I MISS YOU                       | EXPANDED MUSIC         |
| 1989   | Stranger（12inch）                    | EXPANDED MUSIC         |
| 1989   | The Megamix（12inch）                 | EXPANDED MUSIC         |
| 1990   | SUGAR CANDY KISS（12inch）            | EXPANDED MUSIC         |
| 1991   | TEA FOR TWO                           | EXPANDED MUSIC, VICTOR |
| 2003   | JUST A START                          | EXPANDED MUSIC         |
| 2004   | MY HEART IS BEATING BOOM              | EXPANDED MUSIC         |

### アルバム
| 発売年 | タイトル          | レーベル              |
| ------ | ----------------- | --------------------- |
| 1987   | Moulin Rouge      | ZKP RTVLJ             |
| 1988   | Johnny            | ZKP RTVLJ             |
| 1989   | Boys Don't Cry    | Victor                |
| 1989   | Najslajši poljubi | ZKP RTVLJ             |
| 1990   | Tea For Two       | Victor / ZKP RTVS     |
| 2000   | 2010              | Hit Factory Slovenija |
| 2002   | The Best Of 2002  | Hit Factory Slovenija |

## ディスコグラフィー（国際版）
| 発売年 | タイトル                                          | フォーマット |
| ------ | ------------------------------------------------- | ------------ |
| 1987   | High Energy boy                                   | シングル     |
| 1988   | D.J. I Wanna Be Your Record                       | シングル     |
| 1988   | Boys Don't Cry                                    | シングル     |
| 1988   | Boys Don't Cry (US remix)                         | シングル     |
| 1989   | Boys Don't Cry (Also released as Out of Control.) | アルバム     |
| 1989   | The Megamix                                       | シングル     |
| 1989   | Baby I Miss You                                   | シングル     |
| 1989   | Stranger                                          | シングル     |
| 1990   | Sugar Candy Kiss                                  | シングル     |
| 1990   | Tea For Two                                       | シングル     |
| 1990   | Tea For Two                                       | アルバム     |
| 2002   | Just A Start                                      | シングル     |
| 2003   | My Heart Is Beating Boom                          | シングル     |
| 2004   | Boys Don't Cry                                    | シングル     |
| 2006   | Back Like A Boomerang                             | シングル     |